# Henry Frayne
Henry Frayne (Adelaide, 14 aprile 1990) è un triplista e lunghista australiano, nipote del velocista Bruce Frayne.

## Biografia
La sua prima medaglia in una competizione internazionale è stato l'argento nel salto in lungo ai campionati del mondo di atletica leggera indoor 2012, grazie a una misura di 8,23 m, suo primato personale. Ha partecipato anche nella gara del salto triplo ai Campionati del mondo di atletica leggera di Taegu 2011, piazzandosi al 9º posto con la misura di 16,78 m.
Parteciperà ai Giochi olimpici di Londra 2012 nel salto triplo.

## Progressione

### Salto in lungo outdoor
| Stagione | Risultato | Luogo    | Data      | Rank. Mond. |
| -------- | --------- | -------- | --------- | ----------- |
| 2012     | 8,27 m    | Sydney   | 18-2-2012 |             |
| 2011     | 7,98 m    | Brisbane | 11-2-2011 |             |
| 2009     | 7,99 m    | Canberra | 21-2-2009 |             |

### Salto triplo outdoor
| Stagione | Risultato | Luogo      | Data       | Rank. Mond. |
| -------- | --------- | ---------- | ---------- | ----------- |
| 2012     | 17,23 m   | Melbourne  | 2-3-2012   |             |
| 2011     | 17,04 m   | Barcellona | 22-7-2011  |             |
| 2010     | 16,63 m   | Perth      | 17-4-2010  |             |
| 2009     | 16,62 m   | Belgrado   | 7-7-2009   |             |
| 2008     | 16,58 m   | Melbourne  | 11-12-2008 |             |
| 2007     | 15,55 m   | Melbourne  | 13-12-2007 |             |

## Palmarès
| Anno | Manifestazione          | Sede           | Evento         | Risultato | Prestazione | Note                          |
| ---- | ----------------------- | -------------- | -------------- | --------- | ----------- | ----------------------------- |
| 2008 | Mondiali juniores       | Bydgoszcz      | Salto triplo   | 5º        | 16,29 m     |                               |
| 2009 | Universiadi             | Belgrado       | Salto triplo   | 12º       | 16,11 m     |                               |
| 2011 | Mondiali                | Taegu          | Salto triplo   | 9º        | 16,78 m     |                               |
| 2012 | Mondiali indoor         | Istanbul       | Salto in lungo | Argento   | 8,23 m      | Miglior prestazione personale |
| 2012 | Giochi olimpici         | Londra         | Salto in lungo | 9º        | 7,85 m      |                               |
| 2012 | Giochi olimpici         | Londra         | Salto triplo   | 17º       | 16,40 m     |                               |
| 2014 | Giochi del Commonwealth | Glasgow        | Salto in lungo | Finale    | nm          |                               |
| 2016 | Giochi olimpici         | Rio de Janeiro | Salto in lungo | 7º        | 8,06 m      |                               |
| 2017 | Mondiali                | Londra         | Salto in lungo | 14º (q)   | 7,88 m      |                               |
| 2018 | Giochi del Commonwealth | Gold Coast     | Salto in lungo | Argento   | 8,33 m      |                               |
| 2019 | Mondiali                | Doha           | Salto in lungo | 13º (q)   | 7,86 m      |                               |
| 2021 | Giochi olimpici         | Tokyo          | Salto in lungo | 14º (q)   | 7,93 m      |                               |
| 2022 | Mondiali                | Eugene         | Salto in lungo | 12º       | 7,80 m      |                               |
| 2022 | Giochi del Commonwealth | Birmingham     | Salto in lungo | 6º        | 7,94 m      |                               |
| 2023 | Mondiali                | Budapest       | Salto in lungo | 20º (q)   | 7,78 m      |                               |
| 2024 | Campionati oceaniani    | Suva           | Salto in lungo | Argento   | 7,82 m      |                               |